# Arnaldo Andreoli
Pour les articles homonymes, voir Andreoli.
Arnaldo Andreoli (né le 6 août 1893 à Modène et mort le 2 décembre 1952  à Parme) est un gymnaste artistique italien.

## Biographie
Arnaldo Andreoli remporte avec l'équipe d'Italie de gymnastique la médaille d'or au concours général par équipes aux Jeux olympiques d'été de 1920 à Anvers.